# Ahmad Abughaush
Ahmad Abughaush (Amman, 1 februari 1996) is een Jordaans taekwondoka. Naast het beoefenen van topsport studeert hij business management aan de Universiteit van Jordanië in zijn geboortestad. In de zomer van 2016 won hij op de Olympische Zomerspelen 2016 in Rio de Janeiro in het taekwondotoernooi in de klasse tot 68 kilogram de gouden medaille. Op 18 augustus won hij in de finale van de Russische taekwondoka Aleksej Denisenko met 10–6, nadat Abughaush in de halve finale Joel González had verslagen. Het was de eerste medaille voor Jordanië in de geschiedenis van de Olympische Spelen. Op het grootste vliegveld van Jordanië werd Abughaush na afloop van de Spelen ontvangen door onder meer supporters, eigen familie, de koninklijke familie en de voorzitters van het nationaal olympisch comité. Het comité beloonde hem met een geldbedrag van 100.000 dinar, ruim 125.000 euro.